# Pictures of You (The Cure)
Pictures of You is een nummer van de Britse band The Cure uit 1990. Het is de vierde en laatste single van hun achtste studioalbum Disintegration.
Het nummer werd vooral op de Britse eilanden een hit, met een 27e positie in het Verenigd Koninkrijk. Ook in Duitsland was het nummer succesvol. In Nederland moest het nummer het echter met een 77e positie in de Single Top 100 stellen.